# Guinée tại Thế vận hội
Guinée đã liên tục gửi các vận động viên (VĐV) tới các kỳ Thế vận hội Mùa hè được tổ chức từ 1968, trừ các năm 1972 và 1976, nhưng chưa lần nào giành được huy chương. Nước này chưa từng tham gia Thế vận hội Mùa đông.
Ủy ban Olympic quốc gia của Guinée được thành lập năm 1964 và được công nhận bởi Ủy ban Olympic Quốc tế vào năm 1965.

## Bảng huy chương

### Huy chương tại các kỳ Thế vận hội Mùa hè
| Thế vận hội           | Số VĐV        | Vàng          | Bạc           | Đồng          | Tổng số       | Xếp thứ       |
| 1896–1964             | không tham dự | không tham dự | không tham dự | không tham dự | không tham dự | không tham dự |
| Thành phố México 1968 | 15            | 0             | 0             | 0             | 0             | –             |
| München 1972          | không tham dự |               |               |               |               |               |
| Montréal 1976         | không tham dự |               |               |               |               |               |
| Moskva 1980           | 10            | 0             | 0             | 0             | 0             | –             |
| Los Angeles 1984      | 1             | 0             | 0             | 0             | 0             | –             |
| Seoul 1988            | 6             | 0             | 0             | 0             | 0             | –             |
| Barcelona 1992        | 8             | 0             | 0             | 0             | 0             | –             |
| Atlanta 1996          | 5             | 0             | 0             | 0             | 0             | –             |
| Sydney 2000           | 6             | 0             | 0             | 0             | 0             | –             |
| Athens 2004           | 3             | 0             | 0             | 0             | 0             | –             |
| Bắc Kinh 2008         | 5             | 0             | 0             | 0             | 0             | –             |
| Luân Đôn 2012         | 4             | 0             | 0             | 0             | 0             | –             |
| Rio de Janeiro 2016   | 5             | 0             | 0             | 0             | 0             | –             |
| Tokyo 2020            | chưa diễn ra  |               |               |               |               |               |
| Tổng số               | Tổng số       | 0             | 0             | 0             | 0             | –             |